# Onzena legislatura de les Illes Balears
L'Onzena legistatura de les Illes Balears és l'actual legislatura autonòmica de les Illes Balears i va començar el 20 de juny de 2023 amb la sessió constitutiva del Parlament de les Illes Balears, en què Gabriel Le Senne de Vox fou elegit President del Parlament.

## Eleccions
Set (7) formacions polítiques obtingueren representació al Parlament de les Illes Balears en la Onzena Legislatura. A diferència de l'anterior no aconseguiren entrar ni El Pi-Proposta per les Illes, ja que no arribà al 5% mínim segons les lleis balears (quan a tota la resta de l'estat és del 3%) per poder aplicar-li la llei d'Hont. Aconseguí per l'illa de Mallorca un 4'7%. Per altra banda, Cs també es quedà fora representació, però amb bastanta més distància, ja que aconseguí l'1'35% dels vots. Sorprenent fou la baixada d'Unides Podem que passà de 6 diputat a tan sols un i per la circumscripció d'Eivissa.
El Partit Popular guanyà a totes les circumscripcions inclòs a Formentera a través de la formació de la qual forma part anomenada Sa Unió. Vox pujà de 3 a 8 diputats, aconseguint diputats per la circumscripció de Menorca i Eivissa que fins ara no tenia.
Més per Mallorca i Més per Menorca aconseguiren mantenir la seva representació.
| Circumscripció                                         | PP       | PP    | PSIB  | PSIB  | Vox  | Vox   | MÉS  | MÉS   | MxMe  | MxMe | UP   | UP   | Sa Unió | Sa Unió |  |
| Circumscripció                                         | %        | E     | %     | E     | %    | E     | %    | E     | %     | E    | %    | E    | %       | E       |  |
| ------------------------------------------------------ | -------- | ----- | ----- | ----- | ---- | ----- | ---- | ----- | ----- | ---- | ---- | ---- | ------- | ------- |  |
| Circumscripció                                         | Mallorca | 34,29 | 13    | 26,85 | 10   | 15,32 | 6    | 10,36 | 4     |      |      | 3,95 | N/D     |         |  |
| Menorca                                                | 38,69    | 5     | 26,77 | 4     | 7,18 | 1     |      |       | 16,62 | 2    | 6,73 | N/D  |         |         |  |
| Eivissa                                                | 48,86    | 7     | 25,63 | 4     | 9,21 | 1     |      |       |       |      | 6,36 | 1    |         |         |  |
| Formentera                                             |          |       |       |       |      |       |      |       |       |      |      |      | 46,60   | 1       |  |
| Total                                                  | 35,83    | 25    | 26,5  | 18    | 13,9 | 8     | 8,35 | 4     | 1,43  | 2    | 4,4  | 1    | 0,39    | 1       |  |
|                                                        |          |       |       |       |      |       |      |       |       |      |      |      |         |         |  |
| Font: Eleccions 2023 al Parlament de les Illes Balears |          |       |       |       |      |       |      |       |       |      |      |      |         |         |  |

## Elecció de la presidenta
| Candidata                   | Data                                                    | Vot   |    |    |   |   |   |   | Sa Unió | Total   |  |
| --------------------------- | ------------------------------------------------------- | ----- | -- | -- | - | - | - | - | ------- | ------- |  |
| Margalida Prohens Rigo (PP) | 4 de juliol de 2023 Majoria absoluta necessària (30/59) | Sí    | 25 |    |   |   |   |   | 1       | 26 / 59 |  |
| Margalida Prohens Rigo (PP) | 4 de juliol de 2023 Majoria absoluta necessària (30/59) | No    |    | 18 |   | 4 | 2 | 1 |         | 25 / 59 |  |
| Margalida Prohens Rigo (PP) | 4 de juliol de 2023 Majoria absoluta necessària (30/59) | Abst. |    |    | 8 |   |   |   |         | 8 / 59  |  |
| Margalida Prohens Rigo (PP) |                                                         |       |    |    |   |   |   |   |         |         |  |
| Margalida Prohens Rigo (PP) | 6 de juliol de 2023 Majoria simple necessària           | Sí    | 25 |    |   |   |   |   | 1       | 26 / 59 |  |
| Margalida Prohens Rigo (PP) | 6 de juliol de 2023 Majoria simple necessària           | No    |    | 18 |   | 4 | 2 | 1 |         | 25 / 59 |  |
| Margalida Prohens Rigo (PP) | 6 de juliol de 2023 Majoria simple necessària           | Abst. |    |    | 8 |   |   |   |         | 8 / 59  |  |

## Govern
El Govern de les Illes Balears de la Onzena legislatura de les Illes Balears el formà el Partit Popular fruit d'un acord d'aquest partit amb Vox, on el PP governa en minoria i Vox votà a favor de la investidura de la presidenta, Margalida Prohens Rigo. És el primer govern del PP des de 2015, quan els partits d'esquerres encapçalats pel Partit Socialista van pactar un govern de coalició, que fou reeditat posteriorment el 2019.

## Consells Insulars

### Consell de Mallorca
| Partit | Partit                           | Vots    | %     | Escons  | +/– |
| ------ | -------------------------------- | ------- | ----- | ------- | --- |
|        | Partit Popular de Mallorca       | 122.403 | 34,12 | 13 / 33 | 6   |
|        | Federació Socialista de Mallorca | 91.486  | 25,50 | 9 / 33  | 1   |
|        | Vox                              | 54.797  | 15,27 | 5 / 33  | 2   |
|        | Més per Mallorca                 | 41.940  | 11,69 | 4 / 33  | =   |
|        | El Pi-Proposta per les Illes     | 18.762  | 5,23  | 2 / 33  | 1   |

11 formacions es presentaren a les eleccions al Consell de Mallorca de 2023, quan a les anteriors havien estat 12. De les 11 del 2023 aconseguiren representació 5 (PP, PSOE, VOX, Més i Pi).
El PP aconseguí quasi doblar el nombre de vots passant de 69.286 a 123.380, cosa que permeté també pujar de manera important els consellers electes passant de 7 a 13. El PSIB tot i pujar 2.800 vots més amb relació a 2019, aconseguiren un conseller electe manco. Vox sumà uns 24.000 vots més que quatre anys enrere i passà de 3 consellers electes a 5. Més per Mallorca perdé 495 vots però aconseguí mantenir els 4 consellers. El Pi perdé 11.800 vots i perdé 1 conseller. Unides Podem i Ciutadans no aconseguiren arribar al 5% exigit per entrar a la institució. Podem es quedà amb el 4'27 i Cs amb 1'37%. Les altres 4 opcions es quedaren entre el 0'10 i el 0'27.
A nivell de participació a les eleccions a l'urna del Consell de Mallorca, votaren 365.969 persones que suposaven un augment de 25.390 persones més que al 2019. Percentualment suposà un 58'86 % del cens, enfront el 56'17 % del 2017. Hi hagué però un augment de vot en blanc ja que escolliren aquesta opció 6.172 persones (1'70 %) quan el 2019 foren 3.911 (1'16 %). Pel que fa als vots en nul també hi hagué augment però amb manco mesura. 4.801 votaren nul (1'31 %) el 2023 enfront 4.121 persones (1'20 %) el 2019.
El municipi on més es votà percentualment a l'urna del Consell fou Mancor de la Vall on un 85'90 % dels electors possibles votà en l'urna insular. Ben a prop també Fornalutx amb un 85'89 %. A les anteriors havia estat Fornalutx amb un 87'41 %. Per contra, on manco es votà a l'urna del Consell de Mallorca fou a Capdepera amb un 49,91 %. També ja fou on manco es votà percentualment al 2019 a nivell insular. El municipi on el PP al Consell rebé percentualment més suports fou Escorca on un 79'27 % dels cens elegí la papereta del PP al Consell. Per la part contraria, a Sant Joan, el PP fou on guanyà amb manco percentatge amb un 26'81%. El Pi fou primera força insular a Ariany, Banyalbufar, Costitx i Petra. El PSIB fou primera força insular a Artà, Capdepera, Inca, Pollença, Puigpunyent i Santa Eugènia. I Més per Mallorca a Campanet, Deià, Esporles i Llubí.

## Ajuntaments de les Illes Balears
El 17 de juny de 2023, quaranta dies després de les eleccions com marca la LOREG, es varen constituir tots els ajuntament de les Illes Balears.